# Сидоренко Сергій Іванович
Сергі́й Іва́нович Сидоре́нко (1980—2014) — старший сержант Збройних сил України, учасник російсько-української війни.

## Життєпис
Народився 1980 року в селі Новопавлівка (Межівський район, Дніпропетровська область). Виріс у багатодітній родині разом з п'ятьма братами. Після проходження строкової служби 1999 року вирішив продовжити службу за контрактом. У складі миротворчого контингенту ООН брав участь у місіях в Іраку, Сьєра-Леоне, Ліберії.
Командир бойової машини — командир відділення, 93-тя окрема механізована бригада. Брав участь у боях під Старобешевим. При виході з оточення під Іловайськом 29 серпня потрапив у полон.
У полоні терористів намагався врятувати від розстрілу зовсім молодого бійця — за це був застрелений з автомата російським бойовиком.
Похований у Новомосковську.
Без Сергія лишились дружина, син 2004 р.н. та донька 1999 р.н.

## Нагороди і вшанування
- 14 листопада 2014 року за особисту мужність і героїзм, виявлені у захисті державного суверенітету та територіальної цілісності України, вірність військовій присязі під час російсько-української війни, відзначений — нагороджений орденом «За мужність» III ступеня (посмертно).
- Його портрет розміщений на меморіалі «Стіна пам'яті полеглих за Україну» у Києві: секція 3, ряд 8, місце 38
- Вшановується 29 серпня на щоденному ранковому церемоніалі вшанування українських захисників, які загинули цього дня у різні роки внаслідок російської збройної агресії[1]